# Onze-Lieve-Vrouw-Hemelvaartkerk (Ruisscheure)
De Onze-Lieve-Vrouw-Hemelvaartkerk (Frans: Église de l'Assomption de Notre-Dame) is de parochiekerk van de gemeente Ruisscheure in het Franse Noorderdepartement.

## Geschiedenis
Hoewel er in de 12e eeuw al een romaanse kerk stond is de huidige kerk voornamelijk gotisch. Er werd in de 15e eeuw een nieuw eenbeukig schip gebouwd met transept. De vieringtoren was romaans. In 1537 werd een tweede beuk aangebouwd die uitkwam in het noordertransept.
In 1928 werd de oriëntatie van de kerk omgekeerd, waarbij de twee koren werden gesloopt en de westgevel werd vervangen door twee neoromaanse apsiden. De romaanse vieringtoren werd nu het kerkportaal. Daarbij werden de vieringpilaren vervangen door een eenvoudiger constructie.

## Interieur
De kerk bezit een 16e-eeuws beeld van Sint-Catharina, een beeld van Sint-Mauritius, een beeld van Sint-Brigitta, een 17e-eeuwse preekstoel in renaissancestijl, twee altaren die waarschijnlijk uit de Abdij van de Woestine afkomstig zijn, lambriseringen in rococo- en classicistische stijl, de laatste met ingewerkte biechtstoelen. De orgelkast is 17e-eeuws. Er is een devotie voor Sint-Hilarius, die tegen reumatiek wordt aangeroepen.